# Atractylis humilis
Espèce
Atractylis humilis, l’Atractyle humble, est une espèce de plantes à fleurs de la famille des Astéracées.
C'est une plante herbacée.

## Protection
Atractylis humilis figure sur la liste des espèces végétales protégées en Languedoc-Roussillon.